# Diogenes acanthochela
Diogenes acanthochela is een tienpotigensoort uit de familie van de Diogenidae. De wetenschappelijke naam van de soort is voor het eerst geldig gepubliceerd in 2012 door Komai, Liang, & Yang.